# Type
type (МФА: [taɪp]; с англ. — «тип») — unix-утилита, возвращающая тип введённой команды. Команда может быть встроенной командой, программой, алиасом, ключевым словом или функцией. Если тип команды — программа, то выдаётся путь к ней. Команда type также может использоваться для проверки, есть ли команда с данным именем (например, такая проверка может потребоваться перед созданием алиаса).
Команда доступна в виде отдельного пакета UnxUtils для Microsoft Windows как часть коллекции Win32-портов GNU утилит.
В оболочке Korn команда whence предоставляет аналогичную функциональность.

## История
Команда type была встроенной оболочкой для Bourne shell, которая была представлена в выпуске 2 System V от AT&T (SVR2) в 1984 году и продолжает включаться во многие другие POSIX-совместимые оболочки, такие как Bash.

## Использование
- type ИМЯ_КОМАНДЫ

Утилита type не рассчитана на исполнение в среде исполнения других утилит, например:
```
$ 
nohup
 
type
 
writer

$ 
find
 
.
 
-type
 
f
 
|
 
xargs
 
type

```

может привести к не точным результатам команды.
Возвращаемое значение команды:
- 0 — команда исполнилась успешно,
- >0 — значение больше нуля означает ошибку исполнения.

## Примеры
```
$ 
type
 
test

test — это встроенная команда bash

$ 
type
 
cp

cp is /bin/cp

$ 
type
 
unknown

unknown not found

$ 
type
 
type

type is a shell builtin

```

В последнем примере команда «type» сообщает о своём собственном местонахождении: встроена в шелл).